# Crueng
Crueng is een bestuurslaag in het regentschap Pidie van de provincie Atjeh, Indonesië. Crueng telt 1931 inwoners (volkstelling 2010).